# Metropolitan Motors
Metropolitan Motors Inc. war ein US-amerikanischer Hersteller von Automobilen.

## Unternehmensgeschichte
Das Unternehmen wurde im November 1921 in Kansas City in Missouri gegründet. H. D. Taylor war Präsident, G. H. Clevidence Vizepräsident, Ross H. Rheem Schatzmeister und Robert H. Campbell Verkaufsagent und Chefingenieur. Als Vorgänger gilt die Severin Motor Car Company aus der gleichen Stadt. 1922 begann die Produktion von Automobilen. Der Markenname lautete Metropolitan. 1923 endete die Produktion.

## Fahrzeuge
1922 gab es nur das Model M-61. Es entstand aus Teilen, die von Severin übernommen worden waren. Ein Sechszylindermotor mit 60 PS Leistung trieb die Fahrzeuge an. Das Fahrgestell hatte 311 cm Radstand. Zur Wahl standen ein fünfsitziger Tourenwagen für 1500 US-Dollar und eine ebenfalls fünfsitzige Limousine für 2000 Dollar.
1923 erschien das selbst entwickelte Model M-41. Es hatte einen Vierzylindermotor mit 40 PS Leistung. 66,675 mm Bohrung und 101,66 mm Hub ergaben 1419 cm³ Hubraum. Der Radstand betrug je nach Quelle 254 cm oder 274 cm. Tourenwagen mit fünf Sitzen und Roadster mit zwei Sitzen kosteten 600 Dollar. Daneben gab es geschlossene Aufbauten für 700 Dollar. Dies waren eine fünfsitzige Limousine und ein zweisitziges Coupé. Das Leergewicht war mit rund 725 kg angegeben.
Planungen für das höherpreisige Model M-81 mit einem Achtzylindermotor konnten nicht mehr umgesetzt werden.

## Modellübersicht
| Jahr | Modell     | Zylinder | Leistung (PS) | Radstand (cm) | Aufbau                                                                      |
| ---- | ---------- | -------- | ------------- | ------------- | --------------------------------------------------------------------------- |
| 1922 | Model M-61 | 6        | 60            | 311           | Tourenwagen 5-sitzig, Limousine 5-sitzig                                    |
| 1923 | Model M-41 | 4        | 40            | 274           | Tourenwagen 5-sitzig, Roadster 2-sitzig, Limousine 5-sitzig, Coupé 2-sitzig |